# Fashion Daily News
Fashion Daily News a été lancé en janvier 2000 par le groupe Méreau, qui publiait notamment Boutiques International, Dessous Mode International et Le Christianisme au XXe siècle.
Le projet était de proposer en Europe le premier quotidien de la mode, à l’instar du journal américain Women’s Wear Daily. La cible était un public professionnel (détaillants, grande distribution, producteurs, , etc.). Le quotidien présentait chaque jour une majeure (prêt-à-porter féminin, prêt-à-porter masculin, cosmétiques, lingerie, décoration).
La première directrice de la rédaction fut Anne-Elisabeth Moutet.
Après de premiers résultats financiers décevants, Méreau céda à l’automne 2000 le titre aux Éditions Larivière, qui en firent un hebdomadaire, puis un bimensuel. Fashion Daily News cessa de paraître en février 2013.